# Wildlife Park
Wildlife Park (en español Parque de Vida Salvaje) es un videojuego perteneciente al género de simulación de construcción y gestión, lanzado en el año 2003. Como Zoo Tycoon y Zoo Empire, el juego consiste en que los jugadores se ocupen de la construcción de un parque de vida silvestre o zoológico.

## Parque de Vida Salvaje: Criaturas salvajes
Parque de Vida Salvaje: Criaturas salvajes es un paquete de expansión que añade 15 nuevos animales, incluyendo algunos que son prehistóricos.

## Secuelas
El juego tuvo dos secuelas, Wildlife Park 2. También tiene dos expansiones, Crazy Zoo y Marine World. El otro es Wildlife Park 3 que tiene planeados paquetes de expansión sin embargo no hay ninguna confirmación.

## Recepción
El juego recibió críticas "mixtas o promedio", de acuerdo con la página Metacritic, un agregador de puntajes de reseñas de videojuegos.